# Synasellus intermedius
Synasellus intermedius là một loài chân đều trong họ Asellidae. Loài này được Afonso miêu tả khoa học năm 1985.